# Благословите женщину
«Благослови́те же́нщину» — российский мелодраматический фильм режиссёра Станислава Говорухина, снятый по повести И. Грековой «Хозяйка гостиницы». Существует четырёхсерийная телеверсия фильма.

## Сюжет
Действие фильма начинается в небольшом приморском посёлке в начале 1930-х годов. Юная девушка влюбляется в приезжего военного Александра Ларичева и отправляется с ним к месту его службы. Следуя везде и всегда за любимым мужем (Забайкалье, Север, Советско-финская война, начало Великой Отечественной войны), героиня полностью приносит себя в жертву его категоричной и требовательной натуре, подчиняясь приказам Ларичева без обсуждений. Вера вынуждена избавиться от ребёнка, а привязавшись к сыну Ларичева от первого брака, лишается и его. 
Не жалует Александр и подругу Веры — бойкую и грубоватую Машу Смолину. Однако именно Вера впоследствии возьмёт на себя заботы о детях Маши, пока та в составе медсанбата воюет на фронте.
Плен, подозрения и крах военной карьеры (увольнение из армии) ломают твёрдый характер Ларичева, доводя его до смерти от сердечной недостаточности. Героине кажется, что её жизнь без любимого человека кончена, но жизнь, как оказалось, только начинается.

## В ролях
| Актёр               | Роль                       |
| ------------------- | -------------------------- |
| Светлана Ходченкова | Вера                       |
| Александр Балуев    | Александр Ларичев муж Веры |
| Ирина Купченко      | Анна Степановна мать Веры  |
| Инна Чурикова       | актриса Кунина             |
| Ольга Берёзкина     | Маша Смолина подруга Веры  |
| Александр Михайлов  | Юрлов                      |
| Александра Костенюк | Вера дочь Маши             |
| Виталий Хаев        | Рябинин                    |
| Анатолий Котенёв    | полковник                  |
| Станислав Говорухин | комдив                     |
| Максим Галкин       | партнёр Куниной            |
| Нина Маслова        | врач                       |

## Награды и номинации
- Премия «Ника» за лучшую женскую роль второго плана (Инна Чурикова) (2004).
- Номинации на премию «Ника» за лучший игровой фильм и лучшую женскую роль (Светлана Ходченкова) (2004).
- Приз за лучшую женскую роль на V Международном фестивале актёров кино «Стожары» в Киеве (Светлана Ходченкова) (2005).
- Приз зрительских симпатий и Приз губернатора Приморского края «9288 км» (Александру Михайлову) на кинофестивале «Меридианы Тихого» во Владивостоке (2003).
- Главный приз имени В. Приёмыхова (Станиславу Говорухину) на кинофестивале «Амурская осень» в Благовещенске (2004).
- Кинофестиваль «Литература и кино» в Гатчине (2004):
  - Специальный приз «За лирическое воплощение эпической темы» (Станиславу Говорухину);
  - Приз за лучшую женскую роль (Светлане Ходченковой).
- Приз «За создание женского образа в отечественном кинематографе» (продюсеру Екатерине Маскиной) на фестивале продюсерского кино России и Украины «Кино-Ялта» (2004)[1].

## Комментарии
1. ↑  Продолжительность версии для кинотеатров — 112-115 минут
2. ↑  Продолжительность четырёхсерийной телеверсии — 193-196 минут